# Nicholaas Ferdinand Le Grand
Nicholaas (Nicolas ou Nicolaas) Ferdinand Le Grand, né vers 1660 (?) et mort en 1710, est un compositeur, actif dans la République des Provinces-Unies, dont le nom indique qu'il pourrait être originaire de France ou des Pays-Bas méridionaux.

## Biographie
Grâce au certificat de baptême de sa fille aînée, née en 1685 à Amsterdam, nous connaissons le nom de sa femme : Catherine Lion. Une autre fille naquit en 1696 et un fils l'année suivante. Un certain Claas Lagran, demeurant au NZ Voorburgwal, et dont la fille Marie contracta mariage avec un confiseur, Heinrich Klostermeijer, en 1707, pourrait être le compositeur. Catherine Lion, « huysvrou van Niecolaus Verdinant Le Grant » (épouse de Nicholaas Ferdinand Le Grand), demeurant au fossé du Prince, à côté de la brasserie de l’Ange (« op de Prinsegracht naas de brouwery van den Engel ») mourut en 1708.
Le Grand était surtout chanteur et maître de chant (sangemeester) ; de là, sans doute, que l'on ne connaît de lui que des œuvres vocales. Le Grand fut musicien du Théâtre d'Amsterdam, probablement de façon permanente. Quoi qu’il en soit, le 8 juin 1688, il chanta le rôle-titre d'un drame musical néerlandais (un zangspel, genre proche de l’opéra), De vrijage van Kloris en Roosje (Le Flirt de Cloris et Rosette), composé par Servaes de Koninck, dont le livret est attribué à Dirck Buysero.
En 1697, un acte fut passé devant notaire où Le Grand est mentionné comme cofondateur d'un collegium musicum. Les autres cofondateurs étaient le compositeur Hendrik Anders, le compositeur Carlo Rozier et ses filles Marie-Petronella et Maria-Anna, Jacque Coqu et sa fille Catherine, François Desroziers et Michael Parent.

## Œuvres

### Les chansons néerlandaises avec basse continue vers 1700
Dans les dernières décennies du XVIIe siècle, la musique en République des Provinces-Unies sera marquée par un regain d'intérêt pour des textes en langue maternelle, en particulier dans le genre du zangspel, de l’opéra, de la cantate et de la chanson. Il semble qu'un groupe relativement restreint de compositeurs et de poètes soit responsable de la multiplication de chansons néerlandaises à partir de 1694 : ce sont les poètes Abraham Alewijn et Cornelis Sweerts et les compositeurs Nicholaas Ferdinand Le Grand, David Petersen, Hendrik Anders et Servaes de Koninck. Les premières éditions de leurs recueils de chansons parurent à Amsterdam jusqu’en 1709, alors que les œuvres d’Alewijn furent encore réimprimées entre 1711 et 1716 à Amsterdam et à Haarlem. L'essor de la chanson néerlandaise semble étroitement lié à la musique de théâtre et, plus particulièrement, à celle du Théâtre d'Amsterdam, auquel Le Grand était associé autant que Servaes de Koninck et Hendrik Anders. Le Grand jouait un rôle central dans cette école amstellodamoise de chant : il est le seul compositeur à avoir participé à deux ouvrages à la fois (d'Alewijn et de Sweerts). C'est de Le Grand et de Schenck que l'on conserve le plus de chansons pour cette période.
Reflétant le goût de l'époque, les caractéristiques de ce répertoire sont l’apparition d'une basse continue et la quasi-absence de caractéristiques populaires. Les chansons se rapprochent d’ailleurs de l'air français et de l’aria italienne.

### La contribution de Le Grand au genre de la chanson néerlandaise
Le style français domine les œuvres de Le Grand. L'air y est mieux représenté que l'aria et, même dans les « genres mixtes », on trouve plus fréquemment le style français. La construction de la mélodie des airs se rapproche clairement du style de Servaes de Koninck : ces mélodies ont été construites principalement par degrés, avec des sauts au début ou à la fin d'une phrase. 
La façon italienne de Le Grand, ainsi que celle de De Koninck, est capricieuse dans la construction de la mélodie : sauts, accords brisés, rythmes pointillés et passages imitatifs apparaissent fréquemment. Par rapport à la façon française, le style italien est beaucoup plus marqué par des sauts et des passages de type colorature, rendant les mélodies italiennes plus animées que les mélodies françaises. Un bel exemple de l'application d’éléments italiens est la Cantata a canto solo de Le Grand.
En tout, Le Grand a composé 65 chansons néerlandaises. En tant que compositeur, il a été associé aux recueils suivants :
- (nl) Harderszangen (Chants pastoraux), paroles d’Abraham Alewijn, publié en 1699, réimprimé en 1716 ;
- (nl) Mengelzangen en Zinnebeelden (Mélanges et Emblèmes), en collaboration avec le compositeur Hendrik Anders, paroles de Cornelis Sweerts, publié en 1694, réimprimé en 1697 ;
- (nl) Tweede Deel der Mengelzangen (Second Volume des mélanges), paroles de Cornelis Sweerts, publié en 1695 ;
- (nl) Triomf der Batavieren (Triomphe des Bataves), paroles d'Abraham Alewijn, réimpression ( ? ) de 1709 (sans doute déjà publié en 1708)[10],[11].

## Notoriété
Dans l’introduction aux Harderszangen de 1699 (?), le poète Abraham Alewijn désigne Le Grand comme : « [...] un grand maître de chant qui, par des pensées suaves, a ajouté à ces poèmes charme et splendeur [...] » (« [...] groot Zangkunstenaar, die deeze Gedichten, door zoetluidende gedachten, bekoorlykheid en luister toegevoegt heeft [...] »). Sweerts se contente de l’appeler simplement « maître de chant à Amsterdam » (Zangmeester t'Amsterdam) sur la page de titre de son recueil Tweede Deel der Mengelzangen. Pieter Mortier le qualifie de la même façon dans le recueil Triomf der Batavieren : Sangmeester binnen Amsterdam.

## Ressources

### Discographie
- 2013, De Vrede van Utrecht / The Peace of Utrecht (1713), Camerata Trajectina, Globe GLO 5256[12] (trois chansons du Triomf der Batavieren).